# Menzogna (film 1939)
Menzogna (Die barmherzige Lüge) è un film del 1939, diretto da Werner Klingler.

## Produzione
Il film fu prodotto dall'Euphono-Film GmbH.

## Distribuzione
Distribuito dalla Tobis-Filmverleih, uscì nelle sale cinematografiche tedesche il 17 agosto 1939.